# Куп Југославије у фудбалу 1948.
Куп Југославије у фудбалу 1948. је друго куп такмичење од оснивања овог такмичења у организацији Фудбалског савеза Југославије.
У почетном елиминационом делу учествовало је 1.760 клубова, од којих се њих 72 квалификовало за завршни део. Ту је било 52 републичких представника, 10 клубова Друге лиге Југославије и 10 клубова Прве лиге Југославије. Ту је било:
- 23 клуба из СР Србије,
- 18 клубова из СР Хрватске,
- 18 клубова (по 9 клубова) из СР Босне и Херцеговине и СР Словеније,
- 8 клубова из СР Македоније,
- 4 клуба из СР Црне Горе
- 1 клуб из Јулијске крајине.

## Систем такмичења
У првом колу учестволала су 52 клуба представника република
У другом колу учествовало је 36 клубова
- 26 победника из првог кола и
- 10 представника Друге лиге
У трећем колу учествовала су 24 клуба
- 18 победника из другог кола
- 6 представника Прве лиге пласираних од 5 - 10 места
У осмини финала игрло је 16 клубова:
- 12 победника из трећег кола
- 4 представника Прве лиге пласираних од 1 - 4 места
Парови су одређивани жребом. Играла се једна утакмица. У случају нерешеног резултата на крају утакмице играли су се продужеци, а ако резултат и после тога остане нерешен, победник се одлучивао жребом.

## Прво коло
| бр. меча | Домаћин, Место           | реп. лига                | Резултат             | Гост, Место               | реп. лига                |
| -------- | ------------------------ | ------------------------ | -------------------- | ------------------------- | ------------------------ |
| 1.       | Слога Добој              | СР БиХ реп. пред лига    | 2:1                  | Пролетер Теслић           | СР БиХ реп. пред         |
| 2.       | Јединство Земун          | Србија реп. пред.        | 3:2                  | Јединство Нови Сад        | Србија реп. пред.        |
| 3.       | Борац Бањалука           | СР БиХ реп. пред лига    | 4:2 (2:2, 1:0) прод. | Слобода Тузла             | СР БиХ реп. пред.        |
| 4.       | Жељезничар Сарајево      | СР БиХ реп. пред.        | 4:1                  | Гарнизон ЈНА Скопље       | СР Македонија            |
| 5.       | Змај Макарска            | СР Хрватска реп. пред    | 4:0                  | Цемент Солин              | СР Хрватска реп. пред.   |
| 6.       | Жељезничар Љубљана       | СР Словенија реп. пред.  | 2:0                  | Тржич                     | СР Словенија реп. пре.   |
| 7.       | Рудар Трбовље            | СР Словенија реп. пред.  | 4:1                  | Текстилац Вараждин        | СР Хрватска реп. пред.   |
| 8.       | Работник Битољ           | СР Македонија реп. пред. | 1:3                  | Гарнизон ЈНА Ниш          | СР Србија реп. пред.     |
| 9.       | Кварнер Ријека           | СР Хрватска реп. пред.   | 4:0                  | Динара Книн               | СР Хрватска реп. пред.   |
| 10.      | Срем Сремска Митровица   | Србија реп. пред.        | 3:5                  | Бранко Параћин            | СР Србија реп. пред.     |
| 11.      | Нехај Сењ                | СР Хрватска реп. пред.   | 2:4 (2:2, 2:2) прод. | Загреб                    | СР Хрватска реп. пред.   |
| 12.      | Охрид                    | СР Македонија реп. лига  | 2:1                  | Трепча Косовска Митровица | СР Србија реп. лига      |
| 13.      | Јован Црвени Стари Бечеј | СР Србија реп. пред.     | 1:2                  | Славен Борово             | СР Хрватска реп. пред.   |
| 14.      | Шар Тетово               | СР Македонија реп. пред. | 4:0                  | Гоце Делчев Прилеп        | СР Македонија реп. пред. |
| 15.      | Јединство Бачка Топола   | Србија реп. пред.        | 8:1                  | Локомотива Новска         | СР Хрватска реп. пред.   |
| 16.      | Вележ Мостар             | СР БиХ реп. лига         | 2:1                  | Сутјеска Никшић           | СР Црна Гора реп. лига   |
| 17.      | Браћа Стефановић Избиште | Србија реп. пред.        | 2:5                  | Гранап Београд            | СР Србија реп. пред.     |
| 18.      | Подгрмеч Сански Мост     | СР БиХ реп. лига         | 3:0 (сл)             | Рудар Какањ               | СР БиХ реп. пред.        |
| 19.      | Бокељ Котор              | СР Црна Гора реп. лига   | 3:1                  | Јакић Пљевља              | СР Црна Гора реп. пред.  |
| 20.      | Напријед Сисак           | СР Хрватска реп. лига    | 4:2                  | Жељезничар Марибор        | СР Словенија реп. пред.  |
| 21.      | Кладивар Цеље            | СР Словенија реп. пред.  | 0:2                  | Горица                    | СР Словенија реп. лига   |
| 22.      | Напредак Крушевац        | Србија реп. лига         | 7:0                  | Гарнизон ЈНА Струмица     | СР Македонија            |
| 23.      | Слобода Суботица         | Србија реп. пред.        | 2:1                  | Цајка Трстеник            | Србија реп. пред.        |
| 24.      | Рудар Костолац           | Србија реп. пред.        | 2:0                  | Борац Бивоље              | СР Србија реп. пред.     |
| 25.      | Гарнизон ЈНА Радовљица   | СР Словенија             | 3:0 (сл.)            | Нафта Доња Лендава        | СР Словенија теп. прег.  |
| 26.      | Слога Ђурђеновац         | СР Хрватска реп. прег.   | 6:1                  | Гарнизон ЈНА Ђурђеновац   | СР Хрватска              |

## Друго коло
| бр. меча | Домаћин, Место         | реп. лига               | Резултат             | Гост, Место            | реп. лига               |
| -------- | ---------------------- | ----------------------- | -------------------- | ---------------------- | ----------------------- |
| 1.       | Напријед Сисак         | СР Хрватска реп. лига   | 1:4                  | Спартак Суботица       | СР Србија лига          |
| 2.       | Бокељ Котор            | СР Црна Гора реп. лига  | 0:3                  | Морнар Сплит           | СР Хрватска лига        |
| 3.       | Борац Бањалука         | СР БиХ реп. пред        | 1:2                  | Енотност Љубљана       | СР Словенија лига       |
| 4.       | Слобода Суботица       | СР Србија реп. пред.    | 3:4                  | Јединство Земун        | СР Србија реп. пред.    |
| 5.       | Змај Макарска          | СР Хрватска реп. пред   | 0:4                  | Металац Загреб         | СР Хрватска лига        |
| 6.       | Бранко Параћин         | Србија реп. пред.       | 0:4                  | Вардар Скопље          | СР Македонија лига      |
| 7.       | Рудар Трбовље          | СР Словенија реп. пред. | 4:0                  | Слога Ђурђеновац       | СР Хрватска реп. пред.  |
| 8.       | Динамо Скопље          | СР Македонија лига      | 1:0                  | Славен Борово          | СР Хрватска реп. пред.  |
| 9.       | Кварнер Ријека         | СР Хрватска реп. пред.  | 5:4                  | Горица                 | СР Словенија реп. пред. |
| 10.      | Гарнизон ЈНА Ниш       | Србија реп. пред.       | 3:2 (2:2, 0:2) прод. | Рудар Котолац          | СР Србија реп. пред.    |
| 11.      | Подгрмеч Сански Мост   | СР БиХ реп. пред.       | 0:3                  | Загреб                 | СР Хрватска реп. пред.  |
| 12.      | Сарајево               | СР БиХ лига             | 3:2                  | Жељезничар Љубљана     | СР Словенија реп. лига  |
| 13.      | Напредак Крушевац      | Србија реп. пред.       | 3:1                  | Жељезничар Сарајево    | СР БиХ реп. пред.       |
| 14.      | Подриње Шабац          | Србија лига             | 2:1                  | Вележ Мостар           | СР БиХ реп. пред.       |
| 15.      | Јединство Бачка Топола | Србија реп. пред.       | 3:4 (3:3. 2:2) прод. | Динамо Панчево         | СР Србија лига          |
| 16.      | Шар Тетово             | СР Македонија реп. лига | 1:0                  | Охрид                  | СР Македонија реп. лига |
| 17.      | Слога Добој            | СР БиХ реп. пред.       | 1:1 (1:1, 0:0) жреб  | Гарнизон ЈНА Радовљица | СР Словенија реп. пред. |
| 18.      | Пролетер Осијек        | СР Хрватска лига        | 3:0                  | Гранап Београд         | СР Србија реп. пред.    |

## Треће коло
| бр. меча | Домаћин, Место     | реп. лига               | Резултат             | Гост, Место            | реп. лига               |
| -------- | ------------------ | ----------------------- | -------------------- | ---------------------- | ----------------------- |
| 1.       | Будућност Титоград | СР Црна Гора лига       | 3:0 сл.              | Шар Тетово             | СР Македонија реп. лига |
| 2.       | Сарајево           | СР БиХ лига             | 2:1 (1:1, 1:1) прод. | Морнар Сплит           | СР Хрватска лига        |
| 3.       | Наша Крила Земун   | Србија лига             | 2:1                  | Енотност Љубљана       | СР Словенија лига       |
| 4.       | Локомотива Загреб  | СР Хрватска лига        | 4:0                  | Гарнизон ЈНА Радовљица | СР Словенија реп. пред. |
| 5.       | Јединство Земун    | Србија реп. пред.       | 2:4                  | Напредак Крушевац      | СР Србија реп. пред.    |
| 6.       | Спартак Суботица   | Србија лига             | 2:1                  | Вардар Скопље          | СР Македонија лига      |
| 7.       | Рудар Трбовље      | СР Словенија реп. пред. | 0:0 жреб             | Загреб                 | СР Хрватска реп. пред.  |
| 8.       | Слога Нови Сад     | СР Србија лига          | 5:2                  | Подриње Шабац          | Србија лига             |
| 9.       | Кварнер Ријека     | СР Хрватска реп. пред.  | 2:3                  | Понцијана              | Јулијска крајина лига   |
| 10.      | Гарнизон ЈНА Ниш   | Србија реп. пред.       | 2:4 (2:2, 1:1) прод. | Металац Загреб         | СР Хрватска лига        |
| 11.      | Динамо Панчево     | СР Србија лига          | 0:2                  | Металац Београд        | Србија лига             |
| 12.      | Пролетер Осијек    | СР Хрватска лига        | 5:1                  | Динамо Скопље          | СР Македонија лига      |

### Осмина финала
| бр. меча | Домаћин, Место    | реп. лига              | Резултат                  | Гост, Место        | реп. лига             |
| -------- | ----------------- | ---------------------- | ------------------------- | ------------------ | --------------------- |
| 1.       | Хајдук Сплит      | СР Хрватска лига       | 0:2                       | Будућност Титоград | СР Црна Гора лига     |
| 2.       | Сарајево          | СР БиХ лига            | 0:0 жреб (1:1, 1:1) прод. | Локомотива Загреб  | СР Хрватска лига      |
| 3.       | Слога Нови Сад    | Србија лига            | 4:8 (4:4, 2:1) прод.      | Наша Крила Земун   | СР Србија лига        |
| 4.       | Напредак Крушевац | Србија реп. пред.      | 1:1 (1:1, 1:0) жреб       | Понцијана          | Јулијска крајина лига |
| 5.       | Металац Београд   | Србија лига            | 1:1 (1:1, 1:0) жреб       | Металац Загреб     | СР Хрватска лига      |
| 6.       | Црвена звезда     | Србија лига            | 5:1                       | Спартак Суботица   | Србија лига           |
| 7.       | Загреб            | СР Хрватска реп. пред. | 3:4                       | Динамо Загреб      | СР Хрватска лига      |
| 8.       | Пролетер Осијек   | СР Хрватска лига       | 2:3                       | Партизан Београд   | Србија лига           |

### Четвртфинале
| бр. меча | Домаћин, Место    | реп. лига         | Резултат | Гост, Место        | реп. лига         |
| -------- | ----------------- | ----------------- | -------- | ------------------ | ----------------- |
| 1.       | Локомотива Загреб | СР Хрватска лига  | 0:2      | Партизан Београд   | Србија лига       |
| 2.       | Металац Загреб    | СР Хрватска лига  | 1:5      | Динамо Загреб      | СР Хрватска лига  |
| 3.       | Наша Крила Земун  | Србија лига       | 4:1      | Будућност Титоград | СР Црна Гора лига |
| 4.       | Напредак Крушевац | Србија реп. пред. | 1:4      | Црвена звезда      | Србија лига       |

### Полуфинале
| бр. меча | Домаћин, Место   | реп. лига   | Резултат          | Гост, Место      | реп. лига        |
| -------- | ---------------- | ----------- | ----------------- | ---------------- | ---------------- |
| 1.       | Црвена звезда    | Србија лига | 4:3               | Наша Крила Земун | Србија лига      |
| 2.       | Партизан Београд | Србија лига | 3:3(3:3,2:1) жреб | Динамо Загреб    | СР Хрватска лига |

### Финале
| бр. меча | Домаћин, Место | реп. лига   | Резултат | Гост, Место      | реп. лига   |
| -------- | -------------- | ----------- | -------- | ---------------- | ----------- |
| 1.       | Црвена звезда  | Србија лига | 3:0      | Партизан Београд | Србија лига |

| Победник Купа Југославије у фудбалу 1948. |
| ----------------------------------------- |
| ФК Црвена звезда 1. титула.               |

| Домаћи клуб                                   | Резултат | Гостујући клуб |
| --------------------------------------------- | --- | --- |
| Црвена звезда Београд                         | 3 - 0 | Партизан Београд                                                                                                   |
| Датум                                         | 29. новембар, 1948.                                                                                                | 29. новембар, 1948.                                                                                                |
| Стадион                                       | Стадион Црвена звезда, Београд                                                                                     | Стадион Црвена звезда, Београд                                                                                     |
| Гледалаца                                     | 30.000 | 30.000 |
| Судија                                        | Лео Лемешић (Сплит)                                                                                                | Лео Лемешић (Сплит)                                                                                                |
| ФК Црвена звезда (тренер: Светислав Глишовић) | Мркушић, Станковић, Дракулић, Тадић, Ђурђевић, Ђајић, Цокић, Митић, Томашевић, Палфи, Вукосављевић                 | Мркушић, Станковић, Дракулић, Тадић, Ђурђевић, Ђајић, Цокић, Митић, Томашевић, Палфи, Вукосављевић                 |
| ФК Партизан (тренер: Илијеш Шпиц)             | Шоштарић, Фирм, Петровић, З. Чајковски, Јовановић, Јаковетић, Михајловић, Дреновац, Бобек, Атанацковић, Симоновски | Шоштарић, Фирм, Петровић, З. Чајковски, Јовановић, Јаковетић, Михајловић, Дреновац, Бобек, Атанацковић, Симоновски |
| Стрелци                                       | 1-0 Вукосављевић 22', 2:0 Митић 30', 3:0 Вукосављевић 36'                                                          | 1-0 Вукосављевић 22', 2:0 Митић 30', 3:0 Вукосављевић 36'                                                          |